# جون سايمور لوكاس
جون سايمور لوكاس (بالإنجليزية: John Seymour Lucas)‏ (و. 1849 – 1923 م) هو رسام بريطاني، ولد في لندن، كان عضوًا في الأكاديمية الملكية للفنون، توفي في لندن، عن عمر يناهز 74 عاماً.

## الخدمة العسكرية
خدم في الجيش البريطاني.